# Young GTO
Young GTO (湘南純愛組, Shōnan jun'ai gumi) est un shōnen manga de Tōru Fujisawa. Il a été prépublié entre 1990 et 1996 dans le magazine Weekly Shōnen Magazine, et a été compilé en un total de 31 volumes. L'histoire suit celle de Bad Company et précède celle de GTO, du même auteur. La version française est publiée en intégralité par Pika Édition. Ce manga est souvent considéré à tort comme étant sorti après GTO et lui faisant donc office de préquelle, du fait de son titre réadapté pour naviguer sur le succès de GTO et de sa date de parution française.
Une suite intitulée Shōnan Seven (Shonan セブン) est publiée entre janvier 2014 et juillet 2019 dans le magazine Monthly Shōnen Champion et éditée en 17 tomes par Akita Shoten. Contrairement à la première série, Tōru Fujisawa n'est que scénariste, Shinsuke Takahashi s'occupe des dessins. La version française est publiée par Kurokawa.

## Résumé de l'histoire
Young GTO raconte la jeunesse d'Eikichi Onizuka (personnage principal de GTO) et de son meilleur ami Ryuji Danma. Ils sont encore au lycée mais ont déjà formé leur duo de choc l'Onibaku Combi ("combi" pour duo et "oni" de Onizuka, qui signifie démon et "baku" pour Danma, parce que "bakudan" signifie bombe, autrement dit : littéralement "duo démon-bombe", ou le "duo des démons explosifs"). À peine arrivés dans leur nouvel établissement, ils sont déjà les caïds et maîtrisent "facilement" leurs senpaï (aînés). Mais d'autres aventures attendent nos héros, des combats mais aussi des histoires de cœur.
Transférés de Kyokuto à Tsujido, Eikichi et Ryuji profitent de l'été pour draguer deux jeunes femmes et ainsi perdre leur pucelage. Mais leur passé de lascars les rattrape et les empêche de conclure. Ils découvrent ensuite que leurs copines de vacances ne sont autre que leurs nouveaux professeurs. Au lycée, de nombreux personnages rejoignent leur bande : Makoto, Tsukaï, Abe, ainsi que les chiens enragés de Kamakura, Kamata et Saejima.
Si Tsukaï parvient à se rapprocher tant bien que mal de Yui Ito dont il est secrètement amoureux, Ryuji a toujours des sentiments pour Ayumi, leur prof qu'il avait draguée en vacances. Mais celle-ci est toujours amoureuse de son ancien petit ami, décédé un an plus tôt. Le frère de ce dernier, Fumiya, voit d'un très mauvais œil l'arrivée de Ryuji dans la vie d'Ayumi. Pour lui, la jeune femme doit rester fidèle au souvenir de son frère. Mais Ryuji parvient à le vaincre et à l'envoyer en prison. Il demande alors Ayumi en mariage. Eikichi doit ensuite affronter Okubo, un homme qui le terrorise. Il réussit à le battre avec l'aide de Ryuji qui est alors quitté par Ayumi qui est persuadée qu'il vivra mieux sans elle.
Après l'arrivée de Nanno, leur nouveau prof accusé de pédophilie, de Shinomi, amoureuse d'Eikichi et Katsuyuki, le kohaï de celui-ci, les Onibaku sont confrontés aux Midnight Angels. Créée par Kyosuke Masaki, le père fondateur, cette bande de potes passionnés de moto a fait naître les convoitises. Après le retrait de Masaki, la seconde génération s'est déchirée pour en obtenir le commandement : la guerre entre Akutsu, Kamishima et Nakajo a conduit à l'immolation de Kamishima par Akutsu et à l'arrestation de ce dernier. Masaki a alors demandé aux Onibaku de vaincre Nakajo et la troisième génération afin de mettre fin au règne des Midnight Angels, devenu un sujet de conflit. Mais Akutsu sort alors de prison et tente de faire renaître le gang. Ryuji décide de l'affronter car il est tombé amoureux de Nagisa, une jeune fille qu'Akutsu avait violée et qui a souffert d'un dédoublement de la personnalité afin de se protéger de ce traumatisme. Les Onibaku affrontent donc les Midnight ainsi que les hommes de Kamishima, bien décidé à se venger d'Akutsu : la Shonan War commence.
Eikichi se révèle être le véritable successeur de Masaki et met un terme à la guerre en battant Akutsu et en lui révélant la vérité : Masaki est mort deux ans plus tôt et ne voulait pas que les Midnight deviennent un gang. Une fois la seconde Shonan War terminée (par le nouvel emprisonnement d'Akutsu et l'immolation de la veste de Masaki par Onizuka), le duo croise Nakajô qui leur signifie clairement qu'à présent, la guerre commence entre Tsujido et Enoshô.
Les tensions étaient déjà violentes mais le « clan » Onibaku cherche à éliminer tous les Enoshô. En effet, la Zéphyr de Katsuyuki a été volée, et il soupçonne les Enoshô. Seulement, il se trouve que le voleur n'est autre que Saejima qui, après avoir repeint la moto, l'a revendu à Makoto (qui ne l'a su qu'après la transaction, mais craignant les réactions de Katsuyuki et Onizuka, n'a rien dit).
La tension entre Enoshô et Tsujido est donc à son comble lorsque ressurgit le passé de Kamata. Se rendant à Yokohama, il croise un ancien ami, Natsu, qui d'après ses autres amis est mort. Les Cavaliers de Yokohama, deux hommes de la ville se rendent à Shōnan et battent une dizaine de leurs ennemis d'Enosho. Les protagonistes sont réunis pour une nouvelle guerre.
Ryuji, renvoyé de chez lui par son père et Nagisa, partie de chez elle, décident d'habiter un vieux bus abandonné, d'avoir un vrai chez-soi. Après avoir réaménagé ce qu'ils nomment leur « château », le couple passe finalement à l'acte et le rêve de Ryuji se réalise enfin. Dans le même temps, on apprend que Natsu, jugé trop dangereux par les membres de son ancien groupe, avait été traqué par des voyous qu'il avait tué lui-même sauf deux : Mauchi et Nakagaki, les fameux Cavaliers de Yokohama. Après un combat opposant Eikichi à Natsu, Kamata est enlevé par les Cavaliers et les Onibaku interviennent. Cependant, Natsu reçoit une balle en pleine poitrine alors qu'il venait aider son ami et meurt. Kamata décide de partir aux États-Unis afin de tenir leur vieille promesse.
On assiste ensuite à diverses aventures, dont le renvoi de leur professeur, Nanno. Arrive alors un étrange personnage du nom de Junji Kashiya, lié à des yakuzas et membre du gang des Blue Roses. Il commence par espionner les Tsujido et les Enosho et se fait passer pour l'un des lieutenants de Yagyo Atsuki, le meneur des ONI qui n'est autre que Tamaru, le protégé d'Eikichi. Il revient ensuite en soumettant les Idaten puis en mettant Joey sur le coup. Celui-ci sera vaincu par Eikichi au cours d'une spectaculaire course de moto à 300 km/h.
Pendant ce temps, Fumiya, qui a aidé Akutsu à sortir de prison, annonce à Ryuji qu'Ayumi est revenue à Shōnan. Mais Ryuji est bien décidé à tourner la page et il la revoit une dernière fois en guise d'adieux. Après avoir vaincu les Blue Roses de Yokosuka, on assiste à l'arrivée à Tsujido de Mafuyu Aoki, désireux de dompter Eileen, un tsunami, afin de réaliser le rêve de son frère.
Une fois les histoires de baston terminées, on assiste à un passage tournant plus autour des filles. Le château ayant été détruit, Ryuji doit aller vivre avec Eikichi dans un studio miteux. C'est là qu'ils achètent le punching-penguin et les night-scops (toujours présents dans GTO) afin d'observer leur « voisine ». Ils font alors connaissance avec Nao Kadéna qui se révèle être leur nouvelle professeur
Les vacances de printemps 1992 arrivent et Eikichi est encore et toujours célibataire. C'est alors qu'il rencontre Misato, une magnifique jeune femme. Sans savoir qu'elle est transgenre, il finit par en tomber réellement amoureux. Après lui avoir révélé avoir été un garçon, Misato quitte Shonan en laissant Eikichi malgré le fait qu'il ait voulut la suivre et continuer sa vie avec elle à Tokyo. C'est la première véritable déception sentimentale de notre héros mais également un nouveau pas vers l'âge adulte.
Une dernière mésaventure finit par conduire les héros à une guerre avec les Enosho. Mais au moment où on s'attend à un duel final opposant Eikichi à Nakajo, Ryuji intervient.
C'est une bataille sanglante que se livre les deux Onibaku, bien décidés à régler leurs anciennes querelles datant de l'époque où ils étaient au collège (dans Bad Company). Ils finissent par faire une chute du toit d'où ils combattaient. Alors que tous les grands personnages de la série se réunissent, ils comprennent la vanité de leur comportement et la futilité de toutes ces guerres de gang. Mais Akutsu révèle la supercherie : Eikichi et Ryuji se sont servis d'un faux couteau. Ils ont dupé tout Shonan et peuvent partir en quête de nouvelles aventures, une quête qui les mènera à Kichijoji où se déroulent les évènements de GTO.

## Personnages

### Personnages principaux
- Eikichi Onizuka : C'est le "oni" de l'onibaku (Oni (鬼?) signifie « démon » en japonais). Il est l'un des héros - l'autre étant Ryuji Danma. Dans les premiers tomes, il est présenté comme un personnage simple d'esprit, obsédé par son dépucelage. Mais les apparences dans ce manga sont souvent trompeuses : Il s'avère que sous cette coquille noire et méprisable se cache un personnage au grand cœur, d'une puissance morale exceptionnelle. Eikichi serait prêt à mourir pour ses amis, et bien que fainéant à l'école, il est plus intelligent que la plupart des êtres qu'il côtoie. Il est l'héritier de Masaki, son mentor. Ce personnage détient une force titanesque à l'image de son comparse et de son frère, Ryuji Danma.
- Ryuji Danma : L'autre personnage principal de Young GTO. C'est le "baku" de l'onibaku (du mot bakudan, ce qui signifie "bombe") et l'ami inséparable d'Onizuka. Plus sensible qu'Eikichi, il aura une histoire avec son professeur, Ayumi.

### Autres personnages
- Hiroshi Abé : Membre de la bande des Onibaku, c'est un dragueur qui n'a jamais connu l'échec. Son seul défaut: il livre des journaux, une profession un peu humiliante. On apprend dans le tome 8 de GTO qu'Abé tient un club à Koiwa qui s'appelle, le "mogle club" ou des filles en blouson de ski font les "cosaques" devant les clients
- Machida : "Petit ami" d'Aïna (enfin, il est le seul à le croire). Adepte du poing américain et du combat déloyal, il défiera Ryuji et Eikichi chacun leur tour pour éliminer ses rivaux puis sera finalement envoyé au tapis par Eikichi.
- Makoto Hashiri : Membre de la bande des Onibaku. Il est lâche et faible et roule en scooter. Il se vante facilement mais regrette rapidement ses actes.
- Mariko Izumo : Prof au lycée de Tsujido, amie d'Ayumi et fille d'un yakuza.
- Ayumi Murakoshi : Prof au lycée de Tsujido, amie de Mariko. Elle entretient une relation amoureuse avec Ryuji bien qu'elle soit restée amoureuse de son ancien petit ami aujourd'hui décédé, mais finira par le quitter.
- Masami Satô : C'est un mécanicien de génie, il apparaît lorsque Onizuka et Danma veulent remporter le championnat de tuning puis il réapparaît, plus tard, lorsque Eikichi veut récupérer la fameuse  moto de Kyosuke Masaki afin d'aller défier ses adversaires. Ensuite il apparaît lorsque Eikichi veut aller défier seul les cavaliers de la mort de Yokohama. Pour l'instant on ne connaît pas ses compétences au niveau de la bagarre mais on peut remarquer qu'il est respecté par ses « senpais » et « kohais ». Il est facilement reconnaissable car il porte toujours une casquette.
- Aïna Yarita : Jeune lycéenne bien sous tous rapports en apparence mais en réalité très volage. Elle a contracté une MST à la suite d'une de ses aventures, sans effet sur elle mais particulièrement douloureuse pour les hommes. Elle cherche depuis à se venger et de la transmettre au plus grand nombre de garçons possible. Elle tentera de même avec Onizuka avant de tomber amoureuse de lui. Il la repoussera alors qu'elle s'offre à lui.
- Momoko Shirayuri : amie de Aïna et amoureuse de Danma.
- Takashi Yokokawa : Le senpaï (ainé) d'un an d'Onizuka et Danma. Il était avec eux au collège Kyokuto de Shōnan et il est d'ailleurs présent dans Bad Company (le double volume qui relate la rencontre de nos 2 Onibakes). Il se prenait pour le caïd du collège mais se faisait régulièrement humilier par Eikichi et Ryuji. Promu Yakusa dès la sortie du collège grâce à son père, son tempérament reste malgré tout le même.
- Tsuyoshi Tsukaï : Membre de la bande des Onibaku. Il est fou amoureux d'Itoh et ira jusqu'à se battre avec Eikichi pour laver son honneur, ils sortiront officiellement ensemble dans le tome 21, où il défalquera la tronche à 2 de ses senpai du collège Kyokuto, Itoh viendra l'aider, à l'aide d'une batte de baseball. Il décidera alors de consacrer sa vie à cette nana. On apprend dans le tome 8 de GTO qu'il s'est marié avec. On le revoit dans GTO: Shonan 14 Days au côté de Katsuyuki pour aider Onizuka à rechercher Miki.

- Jun Kamata : Ami de Saejima qui a sa réputation dans le quartier de Kamakura. Il défiera les Onibaku avant de perdre et de devenir leur ami. Il a un frère, Kaoru. Après le décès de son ami Natsu, il partira aux États-Unis pour réaliser leur rêve d'enfants.
- Toshiyuki Saéjima : Loubard surnommé le chien enragé de Kamakura. C'est un racketteur particulièrement grande gueule. Il n'hésite pas à arnaquer ses propres amis. Il formera un nouveau duo avec Kamewasaka, un géant de 2,20 m, dans l'espoir que sa gueule de truand passe pour celle d'un panpi. On apprend dans GTO que, contrairement à toute attente, il est devenu policier.
- Yui Itoh : Amoureuse d'Eikichi, elle tentera vainement de le séduire avant de tomber dans les bras de Tsukaï.
- Yoshiaki Asakura : Il était en 1ère à Kyokuto durant la guerre contre Tsujido et il y participa. Voulant se venger il embauchera  Ôkubo pour qu'il tue les Onibaku allant jusqu'à le payer en lui laissant sa petite amie. Il regrettera finalement ses âctes et se réconciliera avec celle-ci.
- Mitsuaki Ôkubo : Il sera employé par Asakura pour tuer l'Onibaku Combi, il tentera de le tuer en le piégeant mais Onizuka sera secouru par Ryuji. Onizuka le vainquera finalement.
- Yôkô Minamino : C'est le professeur de la seconde F. Il est très fort et a un terrible secret qu'Eikichi a découvert : il est pédophile. Il lui arrivera plein d'embrouilles avec les forces de l'ordre à cause des "malentendus".
- Kyosuke Masaki : Il est le chef légendaire de la bande de motards des midnights angels. Il est le Senpaï d'Eikichi et de Ryuji. Il est décédé deux ans avant l'histoire dans un accident de moto. Il avait la réputation d'être invincible au combat et impossible à rattraper à moto. Il a légué sa veste de combat et sa moto à Eikichi, faisant de lui son digne héritier. Détail intéressant : on ne voit jamais son visage au complet et apparaît dans Bad Company, Young GTO et GTO.
- Shindoji Fumiya : Frère cadet de l'ex-compagnon d'Ayumi. Il lui reproche d'avoir abandonné son frère et ira jusqu'à tenter de la tuer. Il sera battu par Ryuji. En prison il se liera d'amitié avec Akutsu. On le revoit dans GTO: Shonan 14 Days pour aider Onizuka à rechercher Miki.
- Junya Akutsu : Caïd 2e génération des midnights angels désigné par Masaki. Impliqué dans la guerre entre Nakajo d'Enosho et Kamishima de l'Inamura. Après avoir écopé de deux ans de prison pour avoir tenté de brûler vif Kamishima, il essaiera de reconstituer les Midnights dans le but de dépasser Masaki. Il sera battu par Eikichi. On le revoit dans GTO: Shonan 14 Days pour aider Onizuka à rechercher Miki.
- Nagisa Nagase : Jeune fille belle et intelligente qui fut enlevée par Akutsu, lequel lui fera subir les pires sévices. À la suite de cela, elle développera une seconde personnalité dévouée corps et âme à Akutsu. Elle tombera amoureuse de Ryuji et réussira à chasser ses démons (et son pucelage légendaire). Nagisa et Ryuji sont toujours ensemble dans GTO. Elle apparaît également dans GTR: Great Transporter Ryuji.
- Katsuyuki Tsumoto : Katchan pour les intimes. Il voue un véritable culte aux Onibaku. Leader violent du commando K.T., il ne cesse d'essayer de se faire valoir aux yeux d'Eikichi et est prêt à se battre avec quiconque le regarde de travers. On le revoit dans GTO: Shonan 14 Days au côté de Tsukai pour aider Onizuka à rechercher Miki.
- Toshiki Kamishima : leader 2e génération de la branche Inamura des Midnight Angels. Il voue une terrible haine à Akutsu qui a tenté de l'immoler lui laissant ainsi des balafres sur le visage. Il tentera de tuer Akutsu avec un couteau.
- Kunito Nakajo : Leader 2e génération de la branche Enosho. On sait peu de choses sur ses intentions car il n'intervient pas dans la guerre entre les Onibaku et Akutsu. Le même Akutsu n'ose pas s'attaquer à lui ce qui tendrait à prouver qu'il est aussi fort que lui. Il était auparavant le senpaï de Tsukaï.
- Akimitsu Tamura : Leader de la bande des exterminateurs de Kamakura et bras droit de Kamishima. Il semble connaître et craindre Kamata. Il deviendra le plus grand rival de Tsumoto, les deux étant de force quasi-égale. Il sera cependant battu d'un seul coup de poing par Onizuka.
- Samehara et Haumarata : Ils font partie des exterminateurs de Kamakura. Makoto paiera les frais de sa vanité.
- Takada : Leader 3e génération des Midnight Angels. Son gang fut écrasé deux ans auparavant par les Onibaku, respectant la volonté de Masaki de voir disparaître ce gang. Assez faible au combat mais courageux, il assistera régulièrement les Onibaku.
- Akira Takezawa : Leader 3e génération du gang des Idaten. Il inspire crainte et respect à ses hommes. Il a un sens de l'honneur exacerbé.
- Kaoru Kamata : Petit frère de Kamata. Son visage androgyne lui permet de se faire passer pour une fille dans le but d'extorquer de l'argent à des minets faibles. Il tombera sur un os avec Eikichi et développera des sentiments pour lui.
- Shinomi Fujisaki : Vieille connaissance d'Eikichi et de Ryuji de l'époque du collège. Elle est du genre dédaigneuse et bagarreuse mais surtout folle amoureuse d'Eikichi. C'est la copine de Takezawa et elle fait aussi partie des Idaten. Elle les quittera en espérant séduire Eikichi, malgré la loi des Idaten qui impose qu'une fille doit être violée par tous les hommes de la bande pour pouvoir partir. Elle deviendra maquilleuse et maquillera plus tard, la star Tomoko Nomura. Elle deviendra un personnage récurrent durant GTO: Shonan 14 Days où elle reverra Eikichi, elle a fait une pause dans son travail de maquilleuse/coiffeuse pour  aider Ayame Shiratori a géré le refuge du Cygne Blanc à Shonan.
- Natsuki Smith-Mizuki : Le meilleur ami d'enfance de Jun Kamata. Il fut profondément traumatisé à ses 12 ans après le suicide de sa sœur ainée, seul membre de sa famille qui lui restait, et se vengea des meurtriers dans un bain de sang. Il vécut dans un cauchemar le reste de sa vie, entachée par de nombreux meurtres, et fut finalement abattu par l'un des 2 "cavaliers de Yokohama". Avant de mourir, il avoua à Kamata qu'il lui avait gardé toute son amitié et à la suite de son décès, Jun décida de réaliser leur rêve d'enfants et de partir aux États-Unis pour devenir une star du rock.
- Kenkichi Hino : "Hinoken pour les potes." Il est comme Katsuyuki, un kohaï, mais celui de Ryuji. Il est le pire ennemi de Katchan, car à l'époque où Hinoken était au collège Makino, il défiait tout le temps Katchan du collège ryô-chû. Hinoken a eu sa balafre sur l'arcade sourcilière droite en se battant contre Katchan. Il a utilisé le nom des Onibaku pour vendre des stickers et se faire de l'argent sur leur dos, ce qui attisera des problèmes aux Onibaku.
- Nao Kadena : Il semblerait que Nao Kadena soient présente dans l'épisode 5 de Young GTO (future infirmière du collège dans GTO) pour une combine un peu douteuse. À partir du tome 27.
- Joey : Personnage masochiste surnommé "dead end junkie" il aurait fait un arrêt cardiaque et depuis ce jour, il ne sentirait plus la douleur. Il fait partie du gang des "blue roses" et cherche à sentir le frisson de la douleur en combattant les Onibaku. On le revoit dans GTO: Shonan 14 Days pour aider Onizuka à rechercher Miki.
- Kashiya Junji : Meneur du gang des "blue roses". Il a des relations avec des Yakusas et avec Nakajo .On ne l'a pas encore vu combattre mais il semble être au niveau d'Eikichi.On le revoit dans GTO: Shonan 14 Days pour aider Onizuka à rechercher Miki.
- Kiwamezawa Usagi : Du collège Rokuryo de Kamakura. C'est un géant de 2,20 m qui collectionne les poupées "sailor moon". Il forme un nouveau duo avec Saejima.
- Tamaru : Alias Yagyo Atsuki, son grand-père lui a légué un pistolet et il s'est formé une réputation avec les "ONI". Il tentera de tirer sur Onizuka avec ce même pistolet mais celui-ci explosera dans ses mains. Après cet incident, on n'entendra plus parler de lui.
- Sakaki Ashura : C'est un grand mythomane. Son père était un boxeur connu pour encaisser des coups donc il ne sent que très peu la douleur.
- Nakagaki et Mauchi : Ce sont les cavaliers de Yokohama. Ils sont aussi appelés les survivants car ce sont eux qui ont traqué Natsu (ils portent les marques de leur combat à la joue). Nakagaki tuera Natsu avec un revolver. Tout cela laisse à penser qu'il se trouve en prison.